# 20e étape du Tour de France 2001
Pour un article plus général, voir Tour de France 2001.
La 20e étape du Tour de France 2001 a eu lieu le 29 juillet 2001 entre Corbeil-Essonnes et Paris sur une distance de 160,5 km. Elle a été remportée par le Tchèque Jan Svorada (Lampre-Daikin) devant l'Allemand Erik Zabel (Deutsche Telekom) et l'Australien Stuart O'Grady (Crédit agricole). L'Américain Lance Armstrong (U.S. Postal Service) conserve le maillot jaune à l'issue de l'étape.

## Classement de l'étape
| \| Classement de l'étape \| Classement de l'étape \| Classement de l'étape \| Classement de l'étape \| Classement de l'étape \| \| Coureur \| Coureur \| Pays \| Équipe \| Temps \| \| --------------------- \| --------------------- \| --------------------- \| ------------------------ \| --------------------- \| \| 1er \| Ján Svorada \| Tchéquie \| Lampre-Daikin \| 3 h 57 min 28 s \| \| 2e \| Erik Zabel \| Allemagne \| Deutsche Telekom \| + 0 s \| \| 3e \| Stuart O'Grady \| Australie \| Crédit Agricole \| + 0 s \| \| 4e \| Sven Teutenberg \| Allemagne \| Festina \| + 0 s \| \| 5e \| Alessandro Petacchi \| Italie \| Fassa Bortolo \| + 0 s \| \| 6e \| Damien Nazon \| France \| Bonjour \| + 0 s \| \| 7e \| Guennadi Mikhailov \| Russie \| Lotto-Adecco \| + 0 s \| \| 8e \| Jimmy Casper \| France \| La Française des jeux \| + 0 s \| \| 9e \| Max van Heeswijk \| Pays-Bas \| Domo-Farm Frites-Latexco \| + 0 s \| \| 10e \| Christophe Capelle \| France \| BigMat-Auber 93 \| + 0 s \| |                     |           |                          |                 |
| |                     |           |                          |                 |
| |                     |           |                          |                 |
| Classement de l'étape |                     |           |                          |                 |
| Coureur | Coureur             | Pays      | Équipe                   | Temps           |
| 1er | Ján Svorada         | Tchéquie  | Lampre-Daikin            | 3 h 57 min 28 s |
| 2e | Erik Zabel          | Allemagne | Deutsche Telekom         | + 0 s           |
| 3e | Stuart O'Grady      | Australie | Crédit Agricole          | + 0 s           |
| 4e | Sven Teutenberg     | Allemagne | Festina                  | + 0 s           |
| 5e | Alessandro Petacchi | Italie    | Fassa Bortolo            | + 0 s           |
| 6e | Damien Nazon        | France    | Bonjour                  | + 0 s           |
| 7e | Guennadi Mikhailov  | Russie    | Lotto-Adecco             | + 0 s           |
| 8e | Jimmy Casper        | France    | La Française des jeux    | + 0 s           |
| 9e | Max van Heeswijk    | Pays-Bas  | Domo-Farm Frites-Latexco | + 0 s           |
| 10e | Christophe Capelle  | France    | BigMat-Auber 93          | + 0 s           |

## Classement général
| \| Classement général \| Classement général \| Classement général \| Classement général \| Classement général \| \| Coureur \| Coureur \| Pays \| Équipe \| Temps \| \| ------------------ \| ------------------------- \| ------------------ \| ------------------------------- \| ------------------ \| \| 1er \| Lance Armstrong \| États-Unis \| US Postal Service \| DQ \| \| 2e \| Jan Ullrich \| Allemagne \| Deutsche Telekom \| + 6 min 44 s \| \| 3e \| Joseba Beloki \| Espagne \| ONCE-Eroski \| + 9 min 05 s \| \| 4e \| Andrei Kivilev \| Kazakhstan \| Cofidis-Le Crédit par Téléphone \| + 9 min 53 s \| \| 5e \| Igor González de Galdeano \| Espagne \| ONCE-Eroski \| + 13 min 28 s \| \| 6e \| François Simon \| France \| Bonjour \| + 17 min 22 s \| \| 7e \| Óscar Sevilla \| Espagne \| Kelme-Costa Blanca \| + 18 min 30 s \| \| 8e \| Santiago Botero \| Colombie \| Kelme-Costa Blanca \| + 20 min 55 s \| \| 9e \| Marcos Serrano \| Espagne \| ONCE-Eroski \| + 21 min 45 s \| \| 10e \| Michael Boogerd \| Pays-Bas \| Rabobank \| + 22 min 38 s \| |                           |            |                                 |               |
| |                           |            |                                 |               |
| |                           |            |                                 |               |
| Classement général |                           |            |                                 |               |
| Coureur | Coureur                   | Pays       | Équipe                          | Temps         |
| 1er | Lance Armstrong           | États-Unis | US Postal Service               | DQ            |
| 2e | Jan Ullrich               | Allemagne  | Deutsche Telekom                | + 6 min 44 s  |
| 3e | Joseba Beloki             | Espagne    | ONCE-Eroski                     | + 9 min 05 s  |
| 4e | Andrei Kivilev            | Kazakhstan | Cofidis-Le Crédit par Téléphone | + 9 min 53 s  |
| 5e | Igor González de Galdeano | Espagne    | ONCE-Eroski                     | + 13 min 28 s |
| 6e | François Simon            | France     | Bonjour                         | + 17 min 22 s |
| 7e | Óscar Sevilla             | Espagne    | Kelme-Costa Blanca              | + 18 min 30 s |
| 8e | Santiago Botero           | Colombie   | Kelme-Costa Blanca              | + 20 min 55 s |
| 9e | Marcos Serrano            | Espagne    | ONCE-Eroski                     | + 21 min 45 s |
| 10e | Michael Boogerd           | Pays-Bas   | Rabobank                        | + 22 min 38 s |

## Classements annexes
| Classement par points | Classement par points | Classement par points | Classement par points | Classement par points |
| Coureur               | Coureur               | Pays                  | Équipe                | Points                |
| --------------------- | --------------------- | --------------------- | --------------------- | --------------------- |
| 1er                   | Erik Zabel            | Allemagne             | Deutsche Telekom      | 252 pts               |
| 2e                    | Stuart O'Grady        | Australie             | Crédit Agricole       | 244 pts               |
| 3e                    | Damien Nazon          | France                | Bonjour               | 169 pts               |
| 4e                    | Alessandro Petacchi   | Italie                | Fassa Bortolo         | 148 pts               |
| 5e                    | Sven Teutenberg       | Allemagne             | Festina               | 141 pts               |

| Classement par points | Classement par points | Classement par points | Classement par points | Classement par points |
| Coureur               | Coureur               | Pays                  | Équipe                | Points                |
| --------------------- | --------------------- | --------------------- | --------------------- | --------------------- |
| 1er                   | Erik Zabel            | Allemagne             | Deutsche Telekom      | 252 pts               |
| 2e                    | Stuart O'Grady        | Australie             | Crédit Agricole       | 244 pts               |
| 3e                    | Damien Nazon          | France                | Bonjour               | 169 pts               |
| 4e                    | Alessandro Petacchi   | Italie                | Fassa Bortolo         | 148 pts               |
| 5e                    | Sven Teutenberg       | Allemagne             | Festina               | 141 pts               |

| Classement de la montagne | Classement de la montagne | Classement de la montagne | Classement de la montagne | Classement de la montagne |
| Coureur                   | Coureur                   | Pays                      | Équipe                    | Points                    |
| ------------------------- | ------------------------- | ------------------------- | ------------------------- | ------------------------- |
| 1er                       | Laurent Jalabert          | France                    | CSC-Tiscali               | 258 pts                   |
| 2e                        | Jan Ullrich               | Allemagne                 | Deutsche Telekom          | 211 pts                   |
| 3e                        | Laurent Roux              | France                    | Jean Delatour             | 200 pts                   |
| 4e                        | Lance Armstrong           | États-Unis                | US Postal Service         | DQ                        |
| 5e                        | Stefano Garzelli          | Italie                    | Mapei-Quick Step          | 164 pts                   |

| Classement de la montagne | Classement de la montagne | Classement de la montagne | Classement de la montagne | Classement de la montagne |
| Coureur                   | Coureur                   | Pays                      | Équipe                    | Points                    |
| ------------------------- | ------------------------- | ------------------------- | ------------------------- | ------------------------- |
| 1er                       | Laurent Jalabert          | France                    | CSC-Tiscali               | 258 pts                   |
| 2e                        | Jan Ullrich               | Allemagne                 | Deutsche Telekom          | 211 pts                   |
| 3e                        | Laurent Roux              | France                    | Jean Delatour             | 200 pts                   |
| 4e                        | Lance Armstrong           | États-Unis                | US Postal Service         | DQ                        |
| 5e                        | Stefano Garzelli          | Italie                    | Mapei-Quick Step          | 164 pts                   |

| Classement du meilleur jeune | Classement du meilleur jeune | Classement du meilleur jeune | Classement du meilleur jeune | Classement du meilleur jeune |
| Coureur                      | Coureur                      | Pays                         | Équipe                       | Temps                        |
| ---------------------------- | ---------------------------- | ---------------------------- | ---------------------------- | ---------------------------- |
| 1er                          | Óscar Sevilla                | Espagne                      | Kelme-Costa Blanca           | 86 h 35 min 58 s             |
| 2e                           | Francisco Mancebo            | Espagne                      | iBanesto.com                 | + 10 min 03 s                |
| 3e                           | Jörg Jaksche                 | Allemagne                    | ONCE-Eroski                  | + 47 min 32 s                |
| 4e                           | Denis Menchov                | Russie                       | iBanesto.com                 | + 1 h 13 min 02 s            |
| 5e                           | Marco Pinotti                | Italie                       | Lampre-Daikin                | + 1 h 15 min 59 s            |

| Classement du meilleur jeune | Classement du meilleur jeune | Classement du meilleur jeune | Classement du meilleur jeune | Classement du meilleur jeune |
| Coureur                      | Coureur                      | Pays                         | Équipe                       | Temps                        |
| ---------------------------- | ---------------------------- | ---------------------------- | ---------------------------- | ---------------------------- |
| 1er                          | Óscar Sevilla                | Espagne                      | Kelme-Costa Blanca           | 86 h 35 min 58 s             |
| 2e                           | Francisco Mancebo            | Espagne                      | iBanesto.com                 | + 10 min 03 s                |
| 3e                           | Jörg Jaksche                 | Allemagne                    | ONCE-Eroski                  | + 47 min 32 s                |
| 4e                           | Denis Menchov                | Russie                       | iBanesto.com                 | + 1 h 13 min 02 s            |
| 5e                           | Marco Pinotti                | Italie                       | Lampre-Daikin                | + 1 h 15 min 59 s            |

| Classement par équipes | Classement par équipes | Classement par équipes | Classement par équipes |
| Équipe                 | Équipe                 | Pays                   | Temps                  |
| ---------------------- | ---------------------- | ---------------------- | ---------------------- |
| 1re                    | Kelme-Costa Blanca     | Espagne                | 259 h 14 min 44 s      |
| 2e                     | ONCE-Eroski            | Espagne                | + 4 min 59 s           |
| 3e                     | Deutsche Telekom       | Allemagne              | + 41 min 06 s          |
| 4e                     | Bonjour                | France                 | + 41 min 49 s          |
| 5e                     | Rabobank               | Pays-Bas               | + 51 min 53 s          |

| Classement par équipes | Classement par équipes | Classement par équipes | Classement par équipes |
| Équipe                 | Équipe                 | Pays                   | Temps                  |
| ---------------------- | ---------------------- | ---------------------- | ---------------------- |
| 1re                    | Kelme-Costa Blanca     | Espagne                | 259 h 14 min 44 s      |
| 2e                     | ONCE-Eroski            | Espagne                | + 4 min 59 s           |
| 3e                     | Deutsche Telekom       | Allemagne              | + 41 min 06 s          |
| 4e                     | Bonjour                | France                 | + 41 min 49 s          |
| 5e                     | Rabobank               | Pays-Bas               | + 51 min 53 s          |